# Лук понтийский
Лук понтийский (лат. Allium ponticum) — многолетнее травянистое растение, вид рода Лук (Allium) семейства Луковые (Alliaceae).

## Распространение и экология
В природе ареал вида охватывает Закавказье (Грузия, Азербайджан) и Турцию (провинции Артвин и Ризе).
Произрастает на сухих склонах.

## Ботаническое описание
Луковица яйцевидная, диаметром 1—1,5 мм; наружные оболочки почти кожистые, расщепляющиеся; оболочки замещающей луковицы тёмно-пурпурные или красновато-бурые. Стебель высотой 20—70 см, на четверть одетый гладкими влагалищами листьев.
Листья в числе трёх—четырёх, шириной 2—5 мм, линейные, не дудчатые, желобчатые, гладкие или реже по краю шероховатые, значительно короче стебля.
Чехол быстро опадающий. Зонтик коробочконосный, шаровидный или реже полушаровидный, многоцветконый. Цветоножки в два—три раза длиннее околоцветника, почти равные, при основании с прицветниками. Листочки шаровидно-колокольчатого околоцветника тёмно-пурпурные, тупые, шероховатые, длиной около 4 мм, наружные продолговатые, килеватые, уже внутренних широкояйцевидных. Нити тычинок равны или немного короче листочков околоцветника, при основании между собой и с околоцветником сросшиеся, при основании ресничатые, наружные линейно-шиловидные, внутренние трёхраздельные. Столбик едва выдается из околоцветника.
Створки коробочки почти округлые, длиной около 4 мм.

## Таксономия
Вид Лук понтийский входит в род Лук (Allium) семейства Луковые (Alliaceae) порядка Спаржецветные (Asparagales).
|  |                                      |  |                                                             |                                                             |                   |  | ещё 24 семейства (согласно Системе APG II) | ещё 24 семейства (согласно Системе APG II) |                     |  |  |  | ещё более 870 видов |
|  |                                      |  |                                                             |                                                             |                   |  | ещё 24 семейства (согласно Системе APG II) | ещё 24 семейства (согласно Системе APG II) |                     |  |  |  | ещё более 870 видов |
|  |                                      |  |                                                             | порядок Спаржецветные                                       |                   |  |                                            |                                            | род Лук             |  |  |  |                     |
|  |                                      |  |                                                             | порядок Спаржецветные                                       |                   |  |                                            |                                            | род Лук             |  |  |  |                     |
|  | отдел Цветковые, или Покрытосеменные |  |                                                             |                                                             | семейство Луковые |  |                                            |                                            | вид Лук понтийский  |  |  |  |                     |
|  | отдел Цветковые, или Покрытосеменные |  |                                                             |                                                             | семейство Луковые |  |                                            |                                            |                     |  |  |  |                     |
|  |                                      |  | ещё 44 порядка цветковых растений (согласно Системе APG II) | ещё 44 порядка цветковых растений (согласно Системе APG II) |                   |  |                                            | ещё около 300 родов                        | ещё около 300 родов |  |  |  |                     |
|  |                                      |  |                                                             | ещё 44 порядка цветковых растений (согласно Системе APG II) |                   |  |                                            |                                            | ещё около 300 родов |  |  |  |                     |